# Bob Evans
Robert »Bob« Evans, britanski dirkač Formule 1, * 11. junij 1947, Waddington, Lincolnshire, Anglija, Združeno kraljestvo.

## Življenjepis
Evans je upokojeni britanski dirkač Formule 1. Prvi vidnejši uspeh je dosegel v prvenstvu Britanske Formule 5000, kjer je v sezoni 1974 osvojil naslov prvaka. V Formuli 1 je debitiral v sezoni 1975, kjer je nastopil na devetih dirkah, edino uvrstitev med prvo deseterico pa je dosegel z devetim mestom na dirki za Veliko nagrado Belgije, kar je tudi njegova najboljša uvrstitev v karieri. V naslednji sezoni 1976 je nastopil le na treh dirkah in edino uvrstitev dosegel na drugi dirki sezone za Veliko nagrado Južne Afrike, kjer je zasedel deseto mesto. V sezoni 1978 je uspešno nastopal v prvenstvu Britanske Formule 1, kjer je z eno zmago, še štirimi uvrstitvami na stopničke in uvrstitvami med dobitnike točk prav na vsaki dirki, na kateri je nastopil, osvojil drugo mesto v dirkaškem prvenstvu, nato pa se je upokojil kot dirkač.

## Popolni rezultati Formule 1
(legenda) (odebeljene dirke pomenijo najboljši štartni položaj, poševne pa najhitrejši krog, †-uvrščen kljub odstopu)
| Leto | Moštvo                 | Šasija        | Motor       | 1   | 2      | 3        | 4       | 5       | 6     | 7      | 8       | 9      | 10  | 11  | 12      | 13      | 14  | 15  | 16  | Prv | Toč |
| ---- | ---------------------- | ------------- | ----------- | --- | ------ | -------- | ------- | ------- | ----- | ------ | ------- | ------ | --- | --- | ------- | ------- | --- | --- | --- | --- | --- |
| 1975 | Stanley BRM            | BRM P201      | BRM V12     | ARG | BRA    | JAR 15   | ŠPA Ret | MON DNQ | BEL 9 | ŠVE 13 | NIZ Ret | FRA 17 | VB  | NEM | AVT Ret | ITA Ret | ZDA |     |     | -   | 0   |
| 1976 | John Player Team Lotus | Lotus 77      | Cosworth V8 | BRA | JAR 10 | ZZDA DNQ |         |         |       |        |         |        |     |     |         |         |     |     |     | -   | 0   |
| 1976 | RAM Racing             | Brabham BT44B | Cosworth V8 |     |        |          | ŠPA     | BEL     | MON   | ŠVE    | FRA     | VB Ret | NEM | AVT | NIZ     | ITA     | KAN | ZDA | JAP | -   | 0   |